# Manduca huascara
Espèce
Manduca huascara est une espèce de Lépidoptère de la famille des Sphingidae, de la sous-famille des Sphinginae et de la tribu des Sphingini.

## Distribution et habitat
Distribution
L'espèce est connue en Colombie et en Guyane.

## Systématique
- L'espèce Manduca huascara a été décrite par l'entomologiste allemand William Schaus en 1941, sous le nom initial de Protoparce huascara

## Synonymie
- Protoparce huascara Schaus, 1941 Protonyme